# Atherurus africanus
Athérure africain
Espèce
Statut de conservation UICN

 LC  : Préoccupation mineure
L'Athérure africain (Atherurus africanus) est une espèce de rongeurs de la famille des Hystricidae. C'est l'une des deux espèces de porcs-épics à queue en brosse. Ce rongeur d'Afrique équatoriale figure parmi les espèces forestières locales les plus prisées comme gibier.

## Description
C'est un rongeur de taille moyenne dont le corps est couvert de soies brun-jaune, avec sur le dos des poils piquants couchés, bruns à base blanche, devenant progressivement plus grands vers l'arrière. La tête est allongée et porte de longues vibrisses noires. Sa longue queue trapue est recouverte de poils, de piquants et d'écailles. Elle est terminée par une touffe de poils durs, comme chez l'espèce voisine d'Atherurus. Il a un régime végétarien et consomme des écorces, des racines ou des fruits, faisant parfois des dégâts dans les cultures,.  

## Habitat et répartition
Il vit en forêt ou dans la savane environnante, non loin des cours d'eau, où il recherche solitairement sa nourriture. Il n'y creuse pas lui-même son terrier, mais se cache seul ou en petits groupes dans des trous formés par les souches d'arbres, les tronc creux, les cavités rocheuses, etc. On rencontre ce porc-épic dans les pays d'Afrique équatoriale, à toute altitude,.

## Comportement
Cette espèce est strictement nocturne. Elle vit en groupe de 6 à 8 individus, qui comprend un couple reproducteur et ses petits. Ces rongeurs sont principalement terrestres mais sont capables de nager et de grimper aux arbres.

## Reproduction
La femelle donne naissance à un seul petit, parfois deux, après une période de gestation de 100 à 110 jours. Il peut y avoir jusqu'à deux portées par an,. L'Athérure africain à une longévité d'une quinzaine d'années.

## Systématique
Cette espèce a été décrite pour la première fois en 1842 par le zoologiste britannique John Edward Gray (1800-1875).
On n'a pas identifié de sous-espèce.

## Consommation et élevage

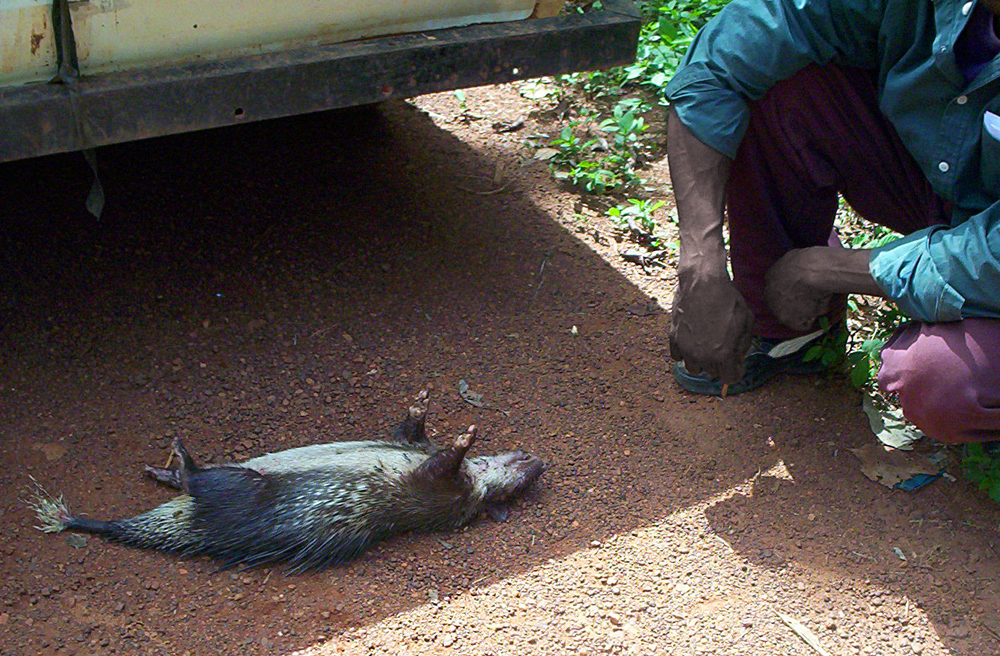
Athérure africain en vente comme gibier au Cameroun.

Chassé abondamment pour sa chair — un spécimen peut donner 2 kg de viande —, c'est une viande de prix sur les marchés, notamment au Gabon, Nigeria, Cameroun et en République démocratique du Congo.
Des essais d'élevage ont eu lieu, mais sa faible prolificité limitée à un petit par portée, et deux à trois portées par an, n'assure pas une rentabilité garantie à cette activité.